# جيمس موراي (سياسي بريطاني)
جيمس موراي (بالإنجليزية: James Murray)‏ هو سياسي بريطاني (وحمل سابقاً جنسية المملكة المتحدة لبريطانيا العظمى وأيرلندا)، ولد في 19 سبتمبر 1850، وتوفى في 12 أبريل 1932. حزبياً، نشط في الحزب الليبرالي. في الانتخابات الفرعية في مجلس العموم البريطاني ‏، انتخب عضو برلمان المملكة المتحدة الـ28 عن دائرة Aberdeenshire East ‏ (28 فبراير 1906 – 10 يناير 1910).